# Abraham Duquesne

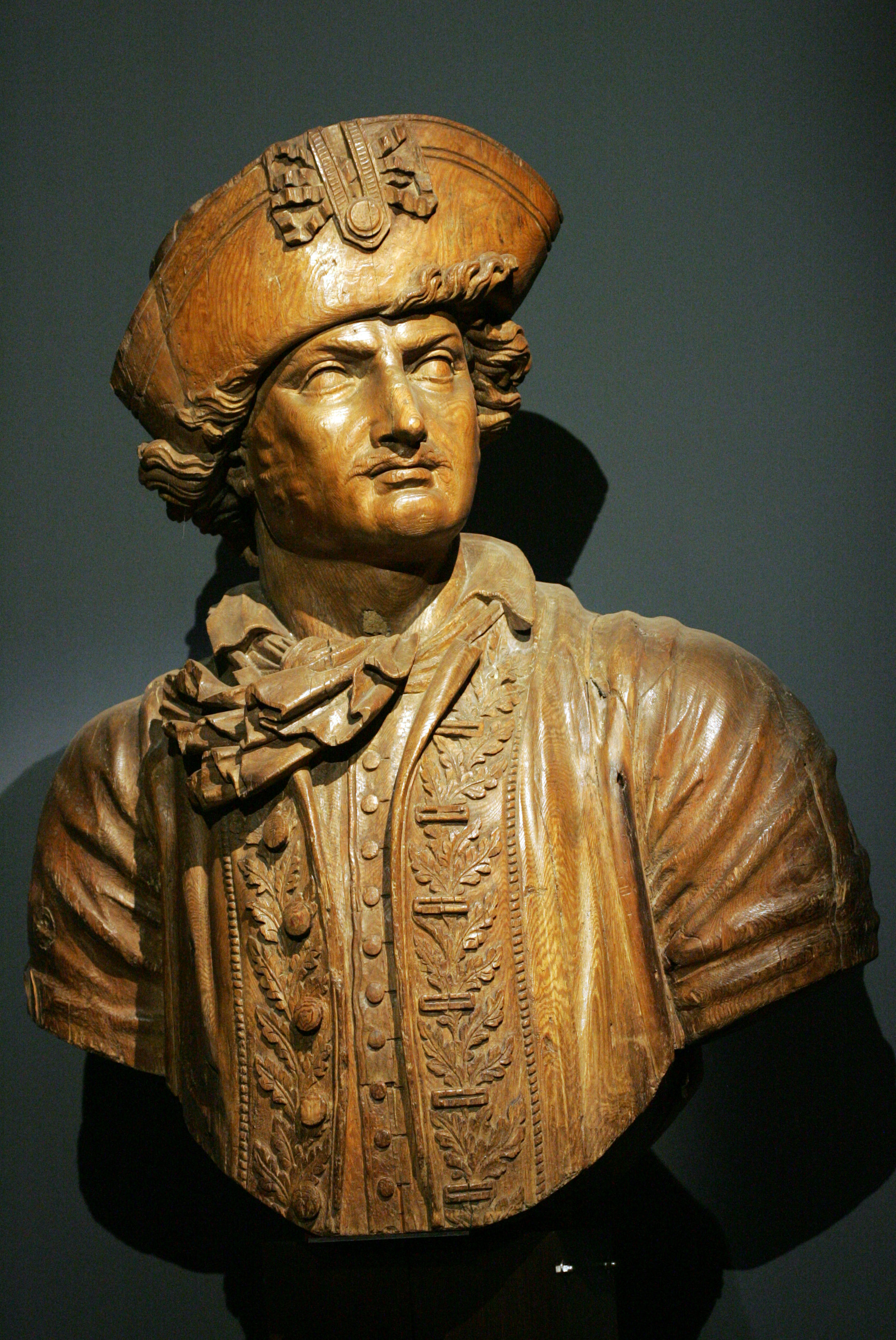
Skulptur (galeonsfigur) av Duquesne från 1814.

Abraham Duquesne, född omkring 1610, död 1688, var en fransk sjömilitär.
Duquesne var son till en protestantisk handlare och sjöfarare i Dieppe, gick tidigt till sjöss och tog en ivrig och lycklig del särskilt i kaparkriget mot spanjorerna. Under svensk-danska kriget var Duquesne major i svensk tjänst, och tjänstgjorde tidvis som eskaderchef och utmärkte sig särskilt i andra slaget vid Femern. Efter freden återvände Duquesne till Frankrike, blev 1667 generallöjtnant i marinen och understödde kraftigt Jean-Baptiste Colbert i hans arbete för flottans höjande. Under sjöstriderna mot holländare och spanjorer i Medelhavet 1675–1676 var Duquesne den egentlige befälhavaren och den verklige segraren i slaget vid Stromboli 1675, vid Agosta där Michiel de Ruyter blev dödligt sårad samt vid Palermo. På grund av sin strävhet och sin protestantiska tro, som han bestämt vägrade överge, var han föga omtyckt av Ludvig XIV, som endast gav honom pengar att inköpa ett markisat 1681 men vägrade befordra honom. 1682 och 1683 sändes Duquesne att tukta Barbareskstaterna men ansågs inte ha visat nog energi vid bombardemanget av Alger. 1684 förde han visserligen med framgång i ett företag mot Genua, men efter Colberts död och nantesiska ediktets upphävande var Duquesnes tid förbi. Själv erhöll han religionsfrihet, men hans bröder och söner måste lämna landet.